# Chalcides bedriagai
A  Chalcides bedriagai, comummente conhecida como cobra-de-pernas-pentadáctila, é uma espécie da família dos escincídeos, endémica da Península Ibérica.

## Nomes comuns
Além de «cobra-de-pernas-pentadáctila», dá ainda pelos seguintes nomes comuns: cobra-de-pernas (nome comum que partilha com a espécie Chalcides striatus); cobra-de-cinco-dedos e escinco-ibérico.

### Etimologia
Do que toca ao nome científico:
- O nome genérico, Chalcides, provém do grego clássico «cobre»[9], por alusão à coloração desta espécie.[5]

- O epíteto específico, bedriagai, trata-se de uma homenagem ao herpetólogo russo do séc. XIX Jacques von Bedriaga.[10]

Quanto aos nomes comuns, são alusivos às características físicas deste réptil serpentiforme, dotado de pequenas pernas vestigiais, com cinco dedos (daí o epíteto «pentadáctilo»).

## Descrição
Caracteriza-se pelo corpo cilíndrico e serpentiforme, dotado de membros locomotores rudimentares (pernas), os quais estão munidos de cinco dedos cada, o que lhe vale o nome de cobra-de-pernas-pentadáctila.
Esta espécie pode alcançar até cerca de 17 centímetros de comprimento total. Exibe uma coloração variegada, que pode variar entre o acastanhado, o acinzentado, o oliváceo e o amarelado. Amiúde, conta com uma banda larga mais escura em cada um dos flancos.

## Distribuição
A área de distribuição desta espécie inclui-se na região bioclimática mediterrânica, com excepção de locais situados no Sudoeste da Galiza, Norte de Portugal, Sul da Cantábria e nascente do rio Ebro, onde ocorre sempre nos habitats mais quentes. Encontra-se desde o nível do mar até aos 1750 metros de altitude, nas Serras Béticas.
Esta espécie encontra-se distribuída pela maior parte da Península Ibérica, salvo no extremo Norte, nas zonas da Cordilheira Cantábrica, Astúrias e País Basco. Na costa mediterrânica chega até às serras litorais e ao rio Ebro.
Há algumas populações insulares no Atlântico e no Mediterrâneo.

### Portugal
Distribui-se por grande parte do território de Portugal continental, se bem que muito dispersamente.
Contam-se registos da sua presença no Parque Nacional da Peneda-Gerês, a Norte de Chaves,  nas serras do Alvão e Marão, na Beira Interior, no Ribatejo, na Costa Vicentina e no Algarve. É passível de se encontrar desde o nível do mar até aos 1200 metros de altura, nas Serras da Peneda e Gerês. Não ocorre nas zonas de mais baixa altitude, desde a foz do rio Minho até ao cabo Raso, e no Parque Natural de Montesinho. No Alto e Baixo Alentejo marca presença na Serra de S. Mamede e a sul de Beja.
Não há registos da sua existência no leste do distrito de Setúbal, sul do distrito de Santarém, oeste dos distritos de Portalegre e de Évora e norte do distrito de Beja.
Há ainda populações insulares portuguesas, dentre as quais se contam as da ilha do Pessegueiro e da ilha de Faro.

### Ecologia
Privilegia áreas arenosas, dotadas de parca vegetação e com boa cobertura no solo. Também é capaz de habitar em florestas, onde costuma fazer a toca, escavando no solo solto.

## Comportamento
As fêmeas da espécie dão à luz por ovoviviparidade. Esta espécie encontra-se activa durante o dia e o crepúsculo. Pauta-se pelo seu temperamento cauteloso e tímidos.
Predam insectos, aranhas, lesmas e bichos-de-conta.

## Ameaças
As principais ameaças que afectam esta espécie resultam da perda de habitat provocadas pelos seguintes factores:
- Os repovoamentos florestais em regime de monocultura, em especial de eucaliptais;
- A agricultura intensiva, em particular no Baixo Alentejo, o que propende para a eliminação do coberto arbustivo e para o despredegar dos terrenos, privando assim a cobra-de-pernas de refúgios naturais;
- Os incêndios, que por seu turno, tendem a menoscabar significativamente a habitabilidade de algumas zonas florestais.

## Subespécies[5]
- Chalcides bedriagai bedriagai
- Chalcides bedriagai pistaciae
- Chalcides bedriagai cobosi